# 요상한 식당
요상한 식당은 2017년 3월 13일부터 4월 17일까지 올'리브에서 방송된 요리 버라이어티 프로그램이다.

## 출연
- 김용만
- 서장훈
- 김종민
- 피오